# Fédération hongkongaise de rugby à XV
Pour la fédération provinciale néo-zélandaise HKFRU, voir Horowhenua-Kapiti Rugby Football Union.
La Fédération hongkongaise de rugby à XV (officiellement en anglais : Hong Kong China Rugby, en chinois traditionnel : 中國香港欖球總會 ; pinyin : Zhōngguó xiānggǎng lǎnqiúzǒng huì) est l'instance qui régit l'organisation du rugby à XV à Hong Kong.

## Historique
La Hong Kong Rugby Football Union est fondée en 1952,, en tant qu'organe régional de la Rugby Football Union, la fédération anglaise, alors que Hong Kong est une colonie de l'Empire britannique.
Le 15 décembre 1968 à Bangkok, l'Asian Rugby Football Union est fondée à l'initiative des fédérations de Hong Kong, du Japon, et de la Thaïlande, afin de créer un championnat annuel rassemblant les équipes nationales asiatiques. Cinq autres fédérations font également partie des fondateurs de cet organisme destiné à régir l'organisation du rugby sur le continent asiatique.
Elle intègre en 1987 la Fédération internationale de rugby amateur, jusqu'en 1999, date à laquelle cette dernière réduit son périmètre d'action au continent européen. La Hong Kong Rugby Football Union devient ensuite en 1988 membre de l'International Rugby Board, organisme international du rugby à XV,,. À cette occasion, la fédération de Hong Kong devient indépendante vis-à-vis de celle d'Angleterre,.
Elle est également membre de la Fédération des sports et comité olympique de Hong Kong, Chine.
Elle organise en particulier le Tournoi de Hong Kong de rugby à sept depuis 1976, joué dans le cadre des World Sevens Series depuis la saison 1999-2000. La Coupe du monde de rugby à sept est quant à elle organisée à deux reprises sur le territoire de Hong Kong, en 1997 et 2005.
En 2008, la fédération organise à Hong Kong une rencontre de la Bledisloe Cup, opposant régulièrement l'Australie et la Nouvelle-Zélande. Ce match entre dans l'histoire de la compétition, étant donné qu'elle est la première à être jouée sur terrain neutre. De même, elle héberge en 2013 le premier match des Lions britanniques et irlandais disputé en Asie.
À partir de 2020, le tournoi féminin du tournoi de Hong Kong devient une étape des Women's Sevens World Series, alors qu'elle n'était jusque là qu'un tournoi qualificatif.
À partir de 2023, la Fédération fait concourir ses équipes nationales sous le nom de « Hong Kong, Chine », se conformant aux nouvelles directives du comité olympique d'utiliser ce titre avant juillet 2023 ; ce changement a lieu après l'incident survenu lors du championnat d'Asie de rugby à sept, où l'hymne révolutionnaire Gloire à Hong Kong est joué par erreur par les autorités locales à la place de l'hymne national chinois La Marche des Volontaires,. La fédération est ainsi renommée Hong Kong China Rugby en juin 2023.

## Identité visuelle
En 1957, la fédération adopte officiellement son emblème, un dragon endormi au design formosan.

Évolution du logo
Ancien logo.
Ancien logo abandonné en 2023.
Logo instauré en 2023.

## Gouvernance
Les personnes suivantes se succèdent au poste de président de la fédération :
- 1952-1961 : W.E. Stoker
- 1961-1966 : N.E. Clark
- 1966-1977 : V.O. Roberts
- 1977-2001 : H.M.G. Forsgate
- 2001-2016 : T.B. Stevenson
- élu en 2016 : Peter Duncan